# Sterling Publishing
Sterling Publishing Company, Inc. este o editură de lucrări dintr-o gamă largă de domenii, cu mai multe mărci și mai mult de 5.000 de titluri tipărite. Fondată în 1949, Sterling publică, de asemenea, cărți pentru mai multe companii media, inclusiv AARP, Hasbro, Hearst Magazines și USA TODAY, servind, de asemenea, ca distribuitor în America de Nord pentru edituri interne și internaționale precum: Anova, Boxer Books, Brooklyn Botanic Garden, Carlton Books, Duncan Baird, Guild of Master Craftsmen, Orion Publishing Group, și a Șasea Și de Primăvară Cărți. Sterling deține și operează, de asemenea, două companii din ramuri verticale, Lark Crafts și Pixiq.
Sterling Publishing este o subsidiară deținută în întregime de Barnes & Noble, care a achiziționat-o în 2003. Pe 5 ianuarie 2012, Wall Street Journal a raportat că Barnes & Noble a scos la vânzare editura Sterling Publishing. Negocierile pentru găsirea unui cumpărător au eșuat, cu toate acestea, iar Sterling nu mai era de vânzare în martie 2012.

## Autori notabili
Printre autorii notabili publicați de editură se află Colleen Houck Paul McKenna, Richard Scarry, Barton Seaver, Paul Sloane, Peter Yarrow și Kevin Zraly.

## Mărci
Sterling Publishing acoperă o gamă largă de domenii, inclusiv artă și artiști, autobiografie și biografie, corp/minte/spirit, meșteșuguri, artă culinară, evenimente curente, alimentație și sănătate, grădinărit, istorie, vacanță, stil de viață, muzică, non-ficțiune, fotografie, cultură populară, puzzle-uri și jocuri, știință și natură, sport și călătorie, printre altele, și publică titluri sub următoarele mărci:
- ecosystem publică reviste și caiete școlare. Toate sunt produse în Statele Unite ale Americii pe hârtie 100% reciclabilă. Ea a fost fondată în 2009.
- Fall River Press oferă titluri pe o varietate de subiecte, inclusiv istorie, cărți academice de referință, ficțiune clasică și de gen și umor, precum și bestselleruri de non-ficțiune.
- Flashkids este o colecție de cartoane educative pentru elevii cursurilor preșcolare, elementare și gimnaziale în domenii cum ar fi citire, matematică, scriere și pregătire pentru extemporale.
- Hearst Books publică reviste ale companiei Hearst, printre care: Chapman Piloting, Cosmopolitan, Country Living, Esquire, Good Housekeeping, Harper's Bazaar, House Beautiful, Marie Claire, Popular Mechanics, Redbook, Seventeen și Town & Country. Parteneriatul a început în 2002.
- Lark Crafts și Lark Books produce ștrasuri din mărgele și bijuterii, ceramică, articole de gătit și de bucătărie, decorațiuni interioare, goblenuri, etc. pentru toate nivelurile de calificare. Lark, situată în Asheville, Carolina de Nord, a fost achiziționată de Sterling în 1999.
- Metro Books editează lucrări foarte ilustrate din domeniile artei, istoriei, călătoriilor, gătitului și divertismentului.
- Pixiq publică cărți de fotografie și ghiduri pentru folosirea aparatelor de fotografiat, inclusiv seria de lungă durată, Magic Lantern Guides.
- Puzzlewright Press creează cărți de puzzle și jocuri, printre care sudoku, integrame, șah, kakuro, wordoku, labirinturi, puzzle-uri logice, criptograme, jocuri de cazino, jocuri de cărți și trucuri de magie.
- Quamut creează ghiduri pentru învățarea unui meșteșug.
- Sandy Creek publică cărți de ficțiune și non-ficțiune pentru copii cu vârste cuprinse între 0 și 14 ani, în mai multe formate, inclusiv cărți ilustrate și enciclopedii.
- Silver Lining produce calendare de birou și de perete cu imagini de destinații de călătorie, artă, animale, natură etc. Calendarele sunt realizate pe hârtie reciclată 100% din cerneluri pe bază de soiai.
- SilverOak, deținută în coproprietate cu editura britanică Quercus, a fost fondată în 2010
- Splinter, cea mai recentă marcă a companiei Sterling, care publică ficțiune pentru adolescenți. Ea a fost fondată în 2010.
- Sterling Children's publică atât de ficțiune, cât și non-ficțiune, inclusiv cărți ale autorilor clasici, cărți ilustrate, cărți de glume, povești, precum și cărți pentru copii mici.
- Sterling Epicure publică lucrări culinare și de oenologie, cu coperți luxoase și un accent pe stilul de viață.
- Sterling Ethos tipărește cărți din domeniile wellness, dezvoltare personală, cunoaștere intuitivă, auto-descoperire și vindecare.
- Sterling Innovation creează cărți în formate alternative, precum și cărți de umor.
- Union Square Press editează cărți de non-ficțiune, istorie și noutăți. Ea a fost fondată în 2006.